# 埃娃·策勒
埃娃·策勒（德語：Eva Zeller，1923年1月25日—2022年9月5日），女，德国诗人、小说家。

## 生平
1923年1月25日生于勃兰登堡省埃伯斯瓦尔德。1956年和丈夫离开东德，前往西南非洲（现纳米比亚）斯瓦科普蒙德的德国福音派社区。1962年回国。主要从事儿童文学的创作。1970年加入德国笔会。1981年获萨尔茨堡诗歌奖。1985年当选美因茨科学与文学研究院院士。2022年9月5日逝世。